# O Homem Mau Dorme Bem
O Homem Mau Dorme Bem é um filme brasileiro de 2009, do gênero drama, dirigido e escrito por Geraldo Moraes. O filme foi distribuído pela Aquarela Produções Culturais, sendo premiado no Concurso de Desenvolvimento de Roteiro do Ministério da Cultura e contemplado pelo Programa Petrobrás Cultural. O orçamento do longa-metragem foi de aproximadamente R$ 1,6 milhão.

## Sinopse
Num posto de gasolina, onde se cruzam os destinos de viajantes, policiais, vendedores e desconhecidos, o acaso reúne três personagens: Rita, a dona do posto; Wesley, um rapaz que vende CDs de origem duvidosa; e Caburé, um homem que não dorme há cinco anos à espera de resgatar um passado de vida e morte. Sem saber, eles têm em comum um passado cuja revelação mudará suas vidas para sempre.

## Elenco
- Luiz Carlos Vasconcelos como Caburé
- Bruno Torres como Wésley
- Simone Iliescu como Rita
- Mariana Nunes como Raquel
- Alex Ferro
- Chico Santana
- Antônio Petrin
- Everaldo Pontes

## Prêmios
- Melhor Filme pelo Juri popular, Melhor Ator Coadjuvante (Bruno Torres) e Melhor Ariz Coadjuvante (Mariana Nunes) no Cine PE - Festival de Recife 2010.
- Melhor Ator Coadjuvante (Bruno Torres) e prêmio Assembléia Legislativa no Festival de Brasília, 2009.